# Войцех Леон Опалінський
Войцех Леон Опалінський (пол. Wojciech Leon Opaliński; 1708 — 24 листопада 1775) — державний і військовий діяч, урядник в Речі Посполитій.

## Життєпис
Походив з польського шляхетського роду Опалінських гербу Лодзя. Праонук воєводи познанського Яна. Онук Яна Костянтина Опалінського, ротмистра королівського. Син Францішка Антонія Опалінського, старости болеславського, і Анни Проської.
Навчався у Краківському університеті. 1733 року підтримав обрання Станіслава Лещинського на королівський трон. 1734 року був консуляром і делегатом Велюнской землі (з Серадзького воєводства) Дзіковської конфедерації. 1735 року замирився з королем Августом III.
Невдовзі перейшов на бік партії Фамілія. 1744 року отримав староство болеславське. 1755 року обирається від Серадзького воєводства до Коронного трибуналу, маршалком якого стає.
У 1764 році був обраний послом (депутатом) від Черської землі Мазовецького воєводства на елекційний сейм, де підтримав кандидатуру Станіслава Августа Понятовського. 1765 року призначається воєводою мазовецьким. Потім отримує орден Святого Станіслава.
1768 року стає одним із прихильників Барської конфедерації у Великій Польщі, але приховував це. Після розкриття його ролі потрапив до списку «ворогів Станіслава Августа та Росії». Спроба заарештувати його не вдалося, і Опалінський утік до Сілезії. Командувач російської армії Карл Густав фон Ренне з помсти пограбував його маєтки та палаци. 1769 року отримав помилування.
1770 року призначається серадським воєводою. 1771 року отримує орден Білого ОРла. Помер в Опаленіці 1775 рок, був похований у підвалі міського монастиря бернардинів.

## Родина
Дружина (з 1743 року) — донька Стефана Потоцького, белзького воєводи; дітей не було.